# Limba elamită
Limba elamită este o limbă moartă care a fost vorbită de elamiții antici. Era vorbită în zona în care în prezent se află sudul Iranului, din 2800 î. e. n. până în 331 î. e. n. Ultima consemnare scrisă în elamită a fost în jurul cuceririi Imperiului Ahemenid de către Alexandru cel Mare. Încă nu s-a demonstrat că elamita ar avea legături cu alte limbi, de obicei fiind considerată o limbă izolată, existând și ipoteza care spune că elamita ar fi o limbă dravidiană. Lipsa stabilirii de rudenie cu alte limbi este unul dintre motivele pentru care interpretarea sa este dificilă.

## Sistem de scriere

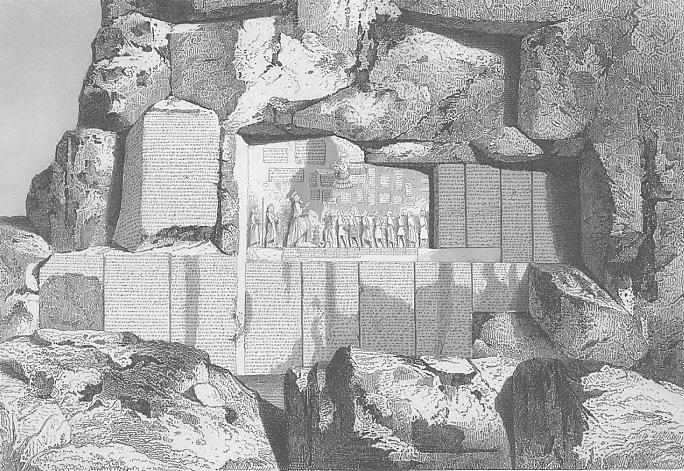
„Inscripția de la Behistun”

Cuneiformele elamite, derivate din cuneiformele akkadiene, au fost folosite din aproximativ 2500 î. e. n. până în 331 î. e. n.. Cuneiformele elamite sunt în mare parte un silabar format din aproximativ 130 de glife. La un moment dat păstra doar o parte mică de logograme akkadiene, dar în timp, numărul de logograme a crescut.
Există în total aproximativ 20.000 de eșantioane de scriere (tăblițe și alte lucruri cu inscripții). Majoritatea provin din perioada Imperiului Ahemenid. 
Înainte ca Cuneiformele elamite să apară, limba elamită era scrisă prin intermediul a 2 sisteme de scriere:
1. Scrierea proto-elamită: este cel mai vechi sistem de scriere care a apărut în Iran. Scrierea a fost folosită pentru o perioadă scurtă de timp (din aproximativ 3100 î. e. n. până în 2900 î. e. n.). Au fost găsite tăblițe de lut cu inscripții în diferite situri arheologice de-a lungul Iranului. Se crede că ea derivă din cuneiformele timpurii (proto-cuneiforme). Proto-elamita e alcătuită din peste 1.000 de caractere. Se crede că ar fi în mare parte un sistem de scriere logografic.

### Galerie de inscripții proto-elamite

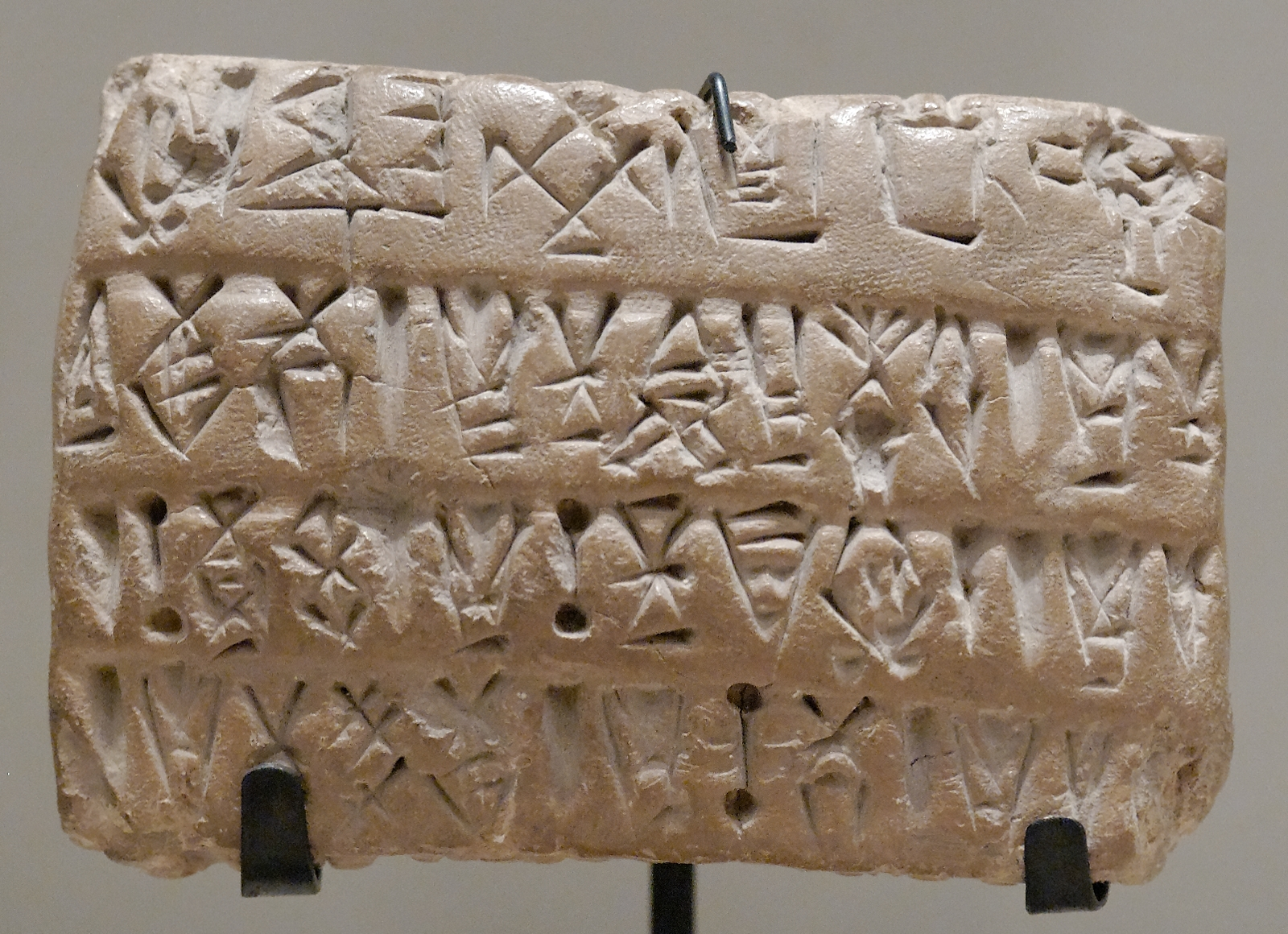
Tăbliță economică cu caractere numerice, care provine din tell-ul Acropolei din Susa, în Iran. Ea este expusă în Muzeul Luvru din Paris, Franța
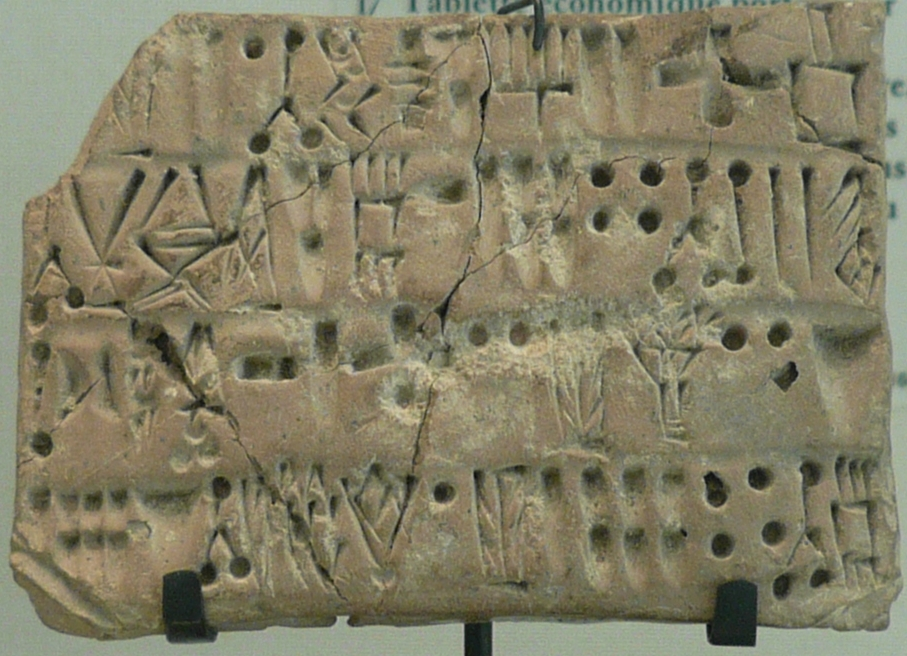
Tăbliță ce este expusă în Muzeul Luvru din Paris, Franța
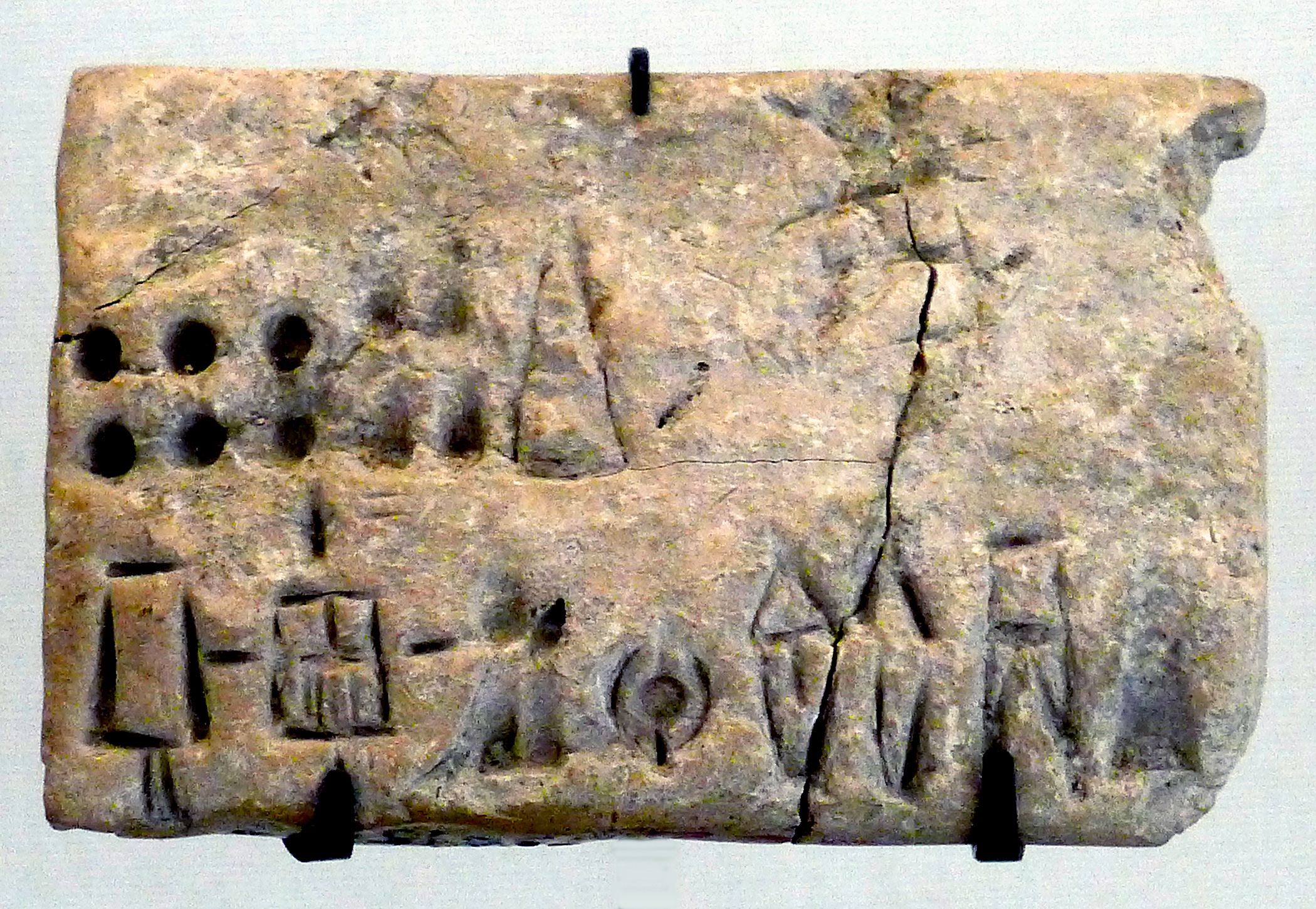
Tăbliță economică care provine din tell-ul Acropolei din Susa, în Iran. Ea este expusă în Muzeul Luvru din Paris, Franța
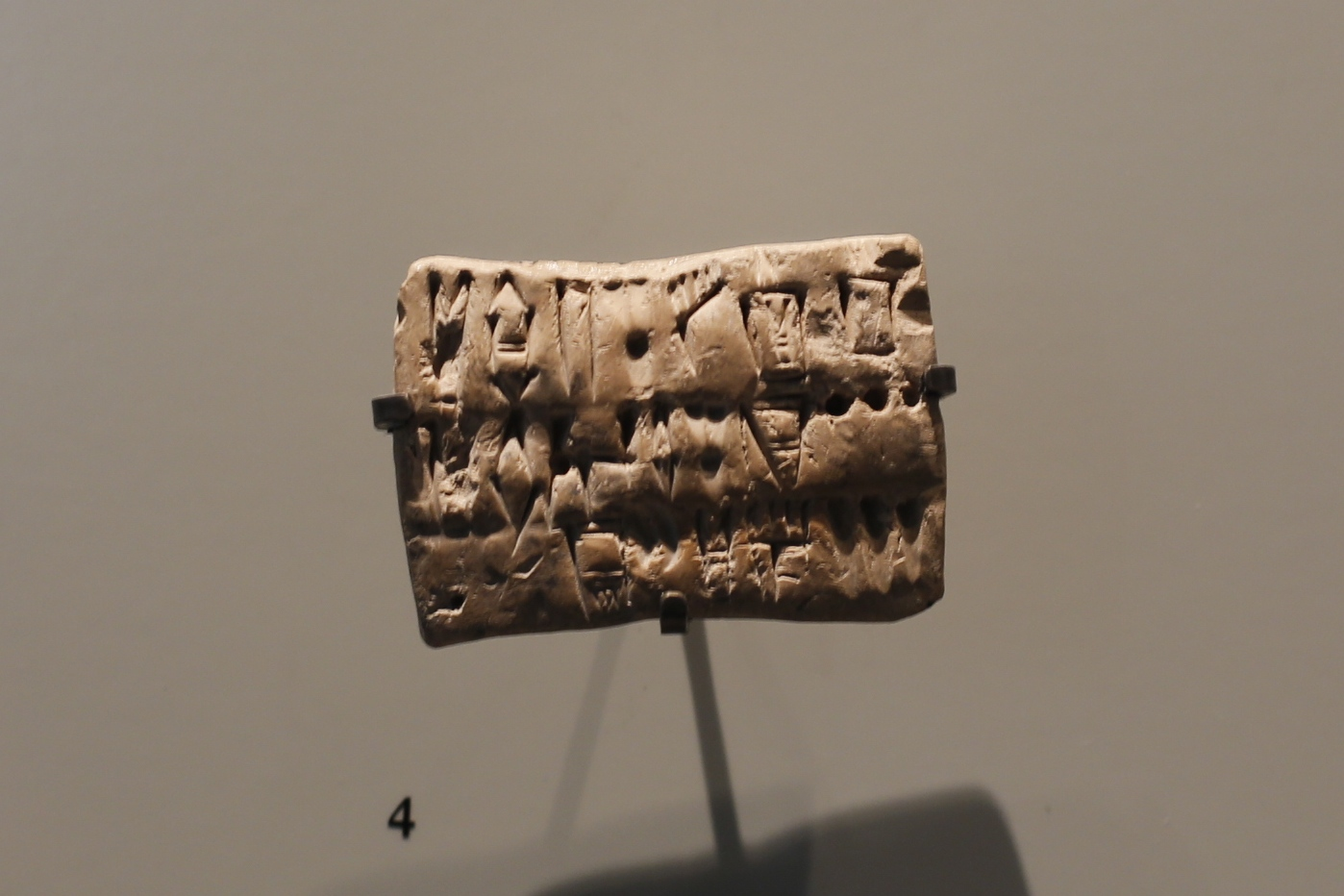

2. Scrierea elamită-lineară: este atestată în câteva inscripții monumentale. Se spune adesea că scrierea elamită lineară este un silabar ce derivă din scriere proto-elamită, dar încă nu s-a dovedit. Elamita-lineară a fost folosită pentru o perioadă foarte scurtă de timp, perioada fiind ultimul sfert al mileniului al III -lea î. e. n..

## Tipologie lingvistică
Elamita e o limbă aglutinantă, iar gramatica sa e caracterizată printr-un sistem nominal bine dezvoltat.

## Istorie
Istoria elamitei e alcătuită din următoarele perioade:
- Elamita veche (din aproximativ 2600 î. e. n. până în 1500 î. e. n.),
- Elamita mijlocie (din aproximativ 1500 î. e. n. până în 1000 î. e. n.),
- Neo-elamita (din aproximativ 1000 î. e. n. până în 550 î. e. n.),
- Elamita ahemenidă (din aproximativ 550 î. e. n. până în 331 î. e. n.).

Elamita mijlocie este considerată ca fiind perioada „clasică” a elamitei, dar ce mai bună perioadă a atestărilor Elamita ahemenidă, folosită pe scară largă de către Imperiul Ahemenid pentru inscripții oficiale, precum și consemnări administrative și prezintă o influență semnificativă în persana veche. Documente din Elamita veche și din Neo-elamită sunt destul de limitate.
Perioada Neo-elamită poate să fie privită ca perioada de tranziție dintre Elamita mijlocie și Elamita ahemenidă.

## Fonologie
Din cauza consemnărilor limitate în scrierile elamite, fonologia sa nu e înțeleasă prea bine.
Consoanele sale includ:
- câteva consoane oclusive: /p/, /t/ & /k/;
- câteva consoane fricative: /s/, /ʃ/ & /z/ (cu o pronunție neprecisă);
- câteva consoane nazale: /n/ & /m/;
- 2 consoane lichide: /l/ & /r/;
- o consoană fricativă: /h/ (care s-a pierdut în Perioada Neo-Elamită).

Elamita a avut 4 vocale: /a/, /i/, /u/ & /e/.
Rădăcinile cuvintelor sunt în general de tipurile: CV, (C)VC, (C)VCV, sau, mai rar, CVCCV (prima consoană e de obicei o consoană nazală).

## Morfologie
Elamita este o limbă aglutinantă, dar conține puține morfeme pe cuvânt.

## Eșantioane de elamită

### Eșantioane Elamite-Mijlocii
Numele textului este Šutruk-Nahhunte I, din circa 1200 î.e.n. – 1160 î.e.n..
(1) ú DIŠšu-ut-ru-uk-d.nah-hu-un-te ša-ak DIŠhal-lu-du-uš-din-šu-ši-
(2) -na-ak-gi-ik su-un-ki-ik an-za-an šu-šu-un-ka4 e-ri-en-
(3) -tu4-um ti-pu-uh a-ak hi-ya-an din-šu-ši-na-ak na-pír
(4) ú-ri-me a-ha-an ha-li-ih-ma hu-ut-tak ha-li-ku-me
(5) din-šu-ši-na-ak na-pír ú-ri in li-na te-la-ak-ni
Transcripție:
U Šutruk-Nahhunte, šak Halluduš-Inšušinak-ik, sunki-k Anzan Šušun-ka. Erientum tipu-h ak hiya-n Inšušinak nap-ir u-ri-me ahan hali-h-ma. hutta-k hali-k u-me Inšušinak nap-ir u-ri in lina tela-k-ni.
Transliterație:
Eu, Šutruk-Nahhunte, fiul lui Halluduš-Inšušinak, regele Anșanului și al Susei. Am modelat cărămizi cu care am construit sala tronului zeului meu, Inšušinak, cu ele. Fie ca munca mea să vină ca ofrandă pentru zeul meu Inšušinak.

## Relații cu alte familii genealogice
Elamita este considerată de majoritatea lingviștilor ca fiind o limbă izolată, ea ne având vreo legătură demonstrată cu vecinii ei (limbile semitice, cele indo-europene și sumeriana). Igor Diakonoff și alți lingviști sugerează că elamita ar putea să aparțină familiei dravidiene, familie vorbită pe teritoriul Subcontinentul Indian. Václav Blažek propune legături cu limbile semitice din Orientul Apropiat.